# Панама на летних Олимпийских играх 2008
Панама принимала участие в Летних Олимпийских играх 2008 года в Пекине (Китай) в пятнадцатый раз за свою историю, и завоевала одну золотую медаль — первую золотую олимпийскую медаль Панамы в истории. Сборная страны состояла из 3 мужчин и 2 женщин. Это первая золотая олимпийская медаль Панамы.

## Золото
- Лёгкая атлетика, мужчины, прыжок в длину — Ирвин Саладино.